# Conquereuil
Conquereuil – miejscowość i gmina we Francji, w regionie Kraj Loary, w departamencie Loara Atlantycka.
Według danych na rok 2010 gminę zamieszkiwało 1046 osób, a gęstość zaludnienia wynosiła 31 osób/km².